# La Romana, Spanien
La Romana är en ort i Spanien.   Den ligger i provinsen Provincia de Alicante och regionen Valencia, i den sydöstra delen av landet, 300 km sydost om huvudstaden Madrid. La Romana ligger 429 meter över havet och antalet invånare är 2 333.
Terrängen runt La Romana är kuperad. Runt La Romana är det ganska tätbefolkat, med 134 invånare per kvadratkilometer. Närmaste större samhälle är Elda, 15,4 km nordost om La Romana. Trakten runt La Romana består till största delen av jordbruksmark.